# Teucholabis lais
Teucholabis lais är en tvåvingeart som beskrevs av Alexander 1947. Teucholabis lais ingår i släktet Teucholabis och familjen småharkrankar.
Artens utbredningsområde är Costa Rica. Inga underarter finns listade i Catalogue of Life.